# Globule obscur
 (mars 2021).
Si vous disposez d'ouvrages ou d'articles de référence ou si vous connaissez des sites web de qualité traitant du thème abordé ici, merci de compléter l'article en donnant les références utiles à sa vérifiabilité et en les liant à la section « Notes et références ».
Un globule obscur est l'état d'une protoétoile dont la lumière est masquée par une enveloppe opaque de poussière. C'est un des stades de la formation d'une étoile.
Il ne doit pas être confondu avec le Globule de Bok, un amas sombre de poussières et de gaz du milieu interstellaire au sein duquel des systèmes d'étoiles doubles ou multiples peuvent se former.

## Description
La phase protostellaire est un stade précoce dans le processus de formation d'une étoile
La protoétoile est la masse qui se forme par contraction des gaz d'un nuage moléculaire géant en milieu interstellaire principalement constitué d'hydrogène et d'hélium
La matière se concentre sur elle-même et tourbillonne autour d'un centre de gravité, futur cœur de l'étoile.

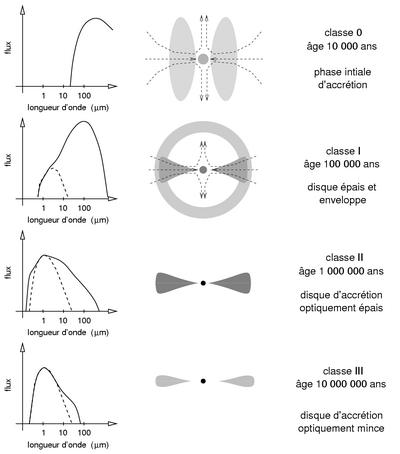
Scénario de formation des étoiles de faible masse : les quatre classes observationnelles résumées par Philippe André (1994). À gauche : évolution du spectre au cours de la formation stellaire. Au centre : schéma de la géométrie du système. À droite : Commentaires et ordre de grandeur de l'âge du système.

La chute de la matière vers son centre rend la protoétoile de plus en plus lumineuse jusqu'à ce que la poussière qu'elle a attirée empêche la lumière visible de passer. La protoétoile est alors entourée d'un cocon de poussière, une enveloppe, ce stade est nommé globule obscur. Cet état continue jusqu'à la formation d'une  étoile de type T Tauri, qui se développe ensuite en étoile de la séquence principale.

## Historique
Le globule obscur correspond à la classe 0 des quatre classes observationnelles du scénario de formation des étoiles de faible masse.
Il a été analysé et défini par Philippe André, alors au Service d'Astrophysique du Centre d'Etudes de Saclay, qui l'a présenté en 1993 aux 28e Rencontres de Moriond aux Arcs en France.
Dans l'état de globule obscur, il a montré que les protoétoiles au début de leur formation sont enfouies dans une enveloppe constituée de gaz et de poussière qui empêche la lumière visible de nous parvenir et ne peuvent être observés que dans le domaine des ondes radio et des rayons X.
Cet état de globule obscur avec enveloppe correspond à la classe O de formation de l'étoile, l'amincissement de l'enveloppe correspond à la classe I, sa disparition à la classe II. La classe III correspond à la diminution du disque d'accrétion.